# Belok
Belok is een bestuurslaag in het regentschap Badung van de provincie Bali, Indonesië. Belok telt 4616 inwoners (volkstelling 2010).